# 1422
| [ Edytuj tabelę ]                          | |
| Król Polski                                | - 1386 Władysław II Jagiełło 1434                                                                                         |
| Współksiążęta Andory                       | - 1416 Francesc de Tovia 1436 - 1412 Jan I 1436                                                                           |
| Król Anglii                                | - 1413 Henryk V 1422 - 1422 Henryk VI 1461                                                                                |
| Król Aragonii i Walencji, hrabia Barcelony | - 1416 Alfons V Aragoński 1458                                                                                            |
| Władca Azteków                             | - 1417 Chimalpopoca 1427                                                                                                  |
| Elektor Brandenburgii                      | - 1415 Fryderyk I 1440 |
| Książę Bawarii-Ingolstadt                  | - 1413 Ludwik VII Brodaty 1443                                                                                            |
| Książę Bawarii-Landshut                    | - 1393 Henryk XVI Bogaty 1450                                                                                             |
| Książę Bawarii-Monachium                   | - 1397 Ernest 1438 |
| Książę Burgundii                           | - 1419 Filip III Dobry 1467                                                                                               |
| Cesarz Bizancjum                           | - 1391 Manuel II Paleolog 1425                                                                                            |
| Sułtan Brunei                              | - 1415 Ahmad 1425 |
| Cesarz Chin                                | - 1402 Yongle 1424 |
| Król Cypru                                 | - 1398 Janusz 1432 |
| Król Czech                                 | - 1420 bezkrólewie 1436                                                                                                   |
| Król Danii                                 | - 1396 Eryk Pomorski 1439                                                                                                 |
| Dalajlama                                  | - 1391 Gendun Drup 1474                                                                                                   |
| Władca Egiptu                              | - 1421 As-Salih Muhammad 1422 - 1422 Barsbaj 1437                                                                         |
| Cesarz Etiopii                             | - 1414 Izaak 1429 |
| Król Francji                               | - 1380 Karol VI 1422 - 1422 Karol VII 1461                                                                                |
| Król Gruzji                                | - 1412 Aleksander 1442 |
| Hrabia Holandii                            | - 1417 Jakobina Bawarska 1433 - 1418 Jan III 1425                                                                         |
| Władca Inków                               | - 1410 Viracocha 1438 |
| Cesarz Japonii                             | - 1412 Shōkō 1428 |
| Kalif                                      | - 1414 Al-Mu’tadid II 1441                                                                                                |
| Król Kastylii i Leónu                      | - 1406 Jan II Kastylijski 1454                                                                                            |
| Patriarcha Konstantynopola                 | - 1416 Józef II 1439 |
| Władca Korei                               | - 1418 Sejong Wielki 1450                                                                                                 |
| Najwyższy książę litewski                  | - 1401 Jagiełło 1434 |
| Wielki książę litewski                     | - 1392 Witold 1430 |
| Cesarz Majapahitu                          | - 1389 Wikramawardhana 1429                                                                                               |
| Sułtan Maroka                              | - 1421 Abdulhak II 1465                                                                                                   |
| Książę Mediolanu                           | - 1412 Filip Maria 1447                                                                                                   |
| Senior Monako                              | - 1419 Ambroży z Menton 1427 - 1419 Antoni z Roquebrune 1427 - 1419 Jan I 1427                                            |
| Wielki książę moskiewski                   | - 1389 Wasyl I 1425 |
| Król Nawarry                               | - 1387 Karol III Szlachetny 1425                                                                                          |
| Król Norwegii                              | - 1396 Eryk Pomorski 1442                                                                                                 |
| Sułtan Omanu                               | - 1406 Machzum ibn al-Fallah 1435                                                                                         |
| Elektor Palatynatu                         | - 1410 Ludwik III 1436 |
| Papież                                     | - 1417 Marcin V 1431 |
| Król Portugalii                            | - 1385 Jan I 1433 |
| Cesarz Rzymski (niemiecki)                 | - 1410 Zygmunt Luksemburski 1437                                                                                          |
| Kapitanowie Regenci San Marino             | - 1422 Cristofaro di Paolo Carboni Antonio Giannini 1422 - 1422 Francesco di Bartoccino Antonio di Benedetto Tosetto 1422 |
| Despota Serbii                             | - 1402 Stefan IV Lazarević 1427                                                                                           |
| Elektor Saksonii                           | - 1419 Albrecht III Askańczyk 1422 - 1422 Fryderyk I Kłótnik 1428                                                         |
| Król Szkocji                               | - 1406 Jakub I 1437 |
| Król Szwecji                               | - 1396 Eryk XIII Pomorski 1439                                                                                            |
| Król Tajlandii                             | - 1409 Intha Racha 1424                                                                                                   |
| Sułtan Turków                              | - 1421 Murad II 1444 |
| Doża Wenecji                               | - 1413 Tommaso Mocenigo 1423                                                                                              |
| Król Węgier                                | - 1387 Zygmunt Luksemburski 1437                                                                                          |
| Wielki mistrz zakonu krzyżackiego          | - 1414 Michael Küchmeister von Sternberg 1422 - 1422 Paul Bellitzer von Russdorff 1441                                    |

Rok 1422 / MCDXXII
stulecia: XIV wiek ~
XV wiek ~
XVI wiek

lata: 1412 «
1417 «
1418 «
1419 «
1420 «
1421 «
1422
» 1423
» 1424
» 1425
» 1426
» 1427
» 1432

## Wydarzenia w Polsce
- 7 lutego lub 24 lutego – odbył się ślub Władysława II Jagiełły z Zofią Holszańską.
- 17 lipca – Wojna golubska z Krzyżakami. Zdobycie Golubia, Zabrzeźna, Bratiana.
- 23 lipca – Władysław Jagiełło wydał przywilej czerwiński dla szlachty.
- 6 do 13 sierpnia – oddziały krzyżackie najechały Kujawy i Krajnę, oblegały bezskutecznie Bydgoszcz, zdobyły i spaliły: Koronowo, Kamień Krajeński i Sępólno[1].
- 2 września – król Władysław Jagiełło wydał przywilej lokacyjny dla miasta Łask.
- 27 września – pokój z Krzyżakami nad jeziorem Melno (Pokój melneński).
- Władysław Jagiełło zezwolił na budowę fosy wokół Kazimierza.
- Zakroczym, Łask, Rydzyna otrzymały prawa miejskie.

## Wydarzenia na świecie
- 6 stycznia – wojny husyckie: husyci pokonali wojska węgierskie w bitwie pod Nebovidami.
- 30 czerwca – wojska księstwa Mediolanu pokonały szwajcarskie kantony w bitwie pod Arbedo.
- 31 sierpnia – Henryk VI został w wieku 9 miesięcy królem Anglii.
- 21 października – wojna stuletnia: zmarł obłąkany od 30 lat król Francji Karol VI Szalony, pretensje do tronu francuskiego zgłosili Anglicy.
- 31 października – królem Francji został Karol VII Walezjusz.
- 18 grudnia – król Francji Karol VII Walezjusz poślubił w Bourges Marię Andegaweńską.

## Urodzili się
- Tito Strozzi – jeden z najznakomitszych poetów swoich czasów piszący po łacinie (zm. 1505)
- Mikołaj I opolski (ur. między 1422 a 1424 rokiem; zm. 1476)

## Zmarli
- 9 marca – Jan Želivský, czeski kaznodzieja, radykalny husyta (ur. 1380)[2]
- 31 sierpnia – Henryk V Lancaster, król Anglii (ur. 1387)[3]
- 18 października – Janusz Młodszy, syn Janusza I Starszego (ur. ok. 1382)[4]
- 21 października – Karol VI Szalony, król Francji (ur. 1368)[5]
- 12 listopada – Albrecht III Askańczyk, książę Saksonii (ur. ok. 1375)[6]
- 29 listopada – Benedykt XIII, antypapież (ur. 1342)
- 2 grudnia – Mikołaj Trąba, pierwszy prymas Polski (ur. ok. 1358)[7]